# Condado de Saline (Arkansas)
O Condado de Saline é um dos 75 condados do estado americano do Arkansas. A sede do condado é Benton.
O condado possui uma área de 1 891 km² (dos quais 18 km² estão cobertos por água), uma população de 83 529 habitantes, e uma densidade populacional de 47 hab/km² (segundo o censo nacional de 2000).
O condado foi fundado em 2 de novembro de 1835.